# 殯の森
『殯の森』（もがり の もり）は、映画監督の河瀨直美が暮らす奈良を舞台に、家族を失った二人の登場人物、認知症の老人と女性介護士のふれあいを通して人間の生と死を描いた劇映画。第60回カンヌ国際映画祭の最高賞パルム・ドールに次ぐ、審査員特別大賞「グランプリ」を受賞した。

## 概要
殯（もがり）は日本の古代に行なわれていた葬儀儀礼で、死者を本葬するまでの期間、棺に遺体を仮に納めて安置し、別れを惜しむこと、またその棺を安置する場所を指す。「喪(も)上がり」から生まれたことばだとされ、類義語に荒城（あらき）がある。河瀨監督は物心がついたころ、亡くなった知り合いが動かなくなったことを不思議に思い、その後の経験を通して本作を構想し、生き残った者と死者との「結び目のようなあわい（間・関係）を描く物語」を目指したという。
北野武や是枝裕和ら映画監督の作品を手がけたプロデューサーのエンガメ・パナヒに脚本を持参して子連れで渡仏、直接面談の出資交渉の席で「あなたと組みたい」と口説いたという。パナヒは、ローラン・グナシア(アニエス・ベーのカルチャー・コミュニケーション・アドバイザーを経て、会社「ラボワット」を経営しているアート・ディレクター。2007年2月26日に寺島しのぶと結婚)を通じ、フランスの映画会社セルロイド・ドリームに紹介された。また、日本の文化庁やフランス側の公共行政機関「フランス国立映画映像センター（Centre national du cinéma et de l'image animée）」からも助成を受けている。
主演に起用されたうだしげき（宇多滋樹）は奈良市公納堂町で開店した古書店「ならまち文庫」と古書喫茶「ちちろ」の店主で、地域雑誌『ぶらり奈良町』を発刊し、文芸講座を開く文筆家。前作『沙羅双樹』で宣伝スタッフを務め、2005年に発行するミニコミ紙『組画&ならまち文庫新聞』の共同発行者であり、古書喫茶「ちちろ」は河瀨が経営するアンテナショップ「組画」が間借りしている店でもある。演技は初体験ながら、本作が俳優デビュー作となった。築百年以上の民家をグループホームのセットに改造し、2006年7月のクランクインから同年8月にかけ、撮影は、奈良市の高原地帯で茶畑のある田原地区で地元支援団体「田原フィルムコミッション」や県立図書情報館など、地域を挙げた応援のもと合宿形式で行なわれた。作品の舞台となった田原地区には今も土葬が残り、地元住民がエキストラとして喪服姿で葬列するシーンが収められている。
作品には、前作『沙羅双樹』以降の河瀨の、祖母（河瀨の育ての親）の認知症の介護と、出産による子育ての経験、などにもとづく「生命の連鎖」という死生観が投影されていると指摘した報道もある。
2007年5月29日に、NHKBSハイビジョンが『ハイビジョン特集』にて同作を放映。一般公開前に放映するのは異例だが、NHKは「河瀨監督の作品であること、テーマとなっている認知症のキャンペーンを（局で）展開していたことなどから、昨年夏の時点で放送権を購入していた」と説明している。
日本では6月23日から奈良県下4ヶ所で「ひとコマ」フィルムの購入で応援するサポーターに対する「ひとコマもがり」参加者向けの特別試写会が開催されるほか、自らが主宰する「組画」（くみえ）の配給で渋谷の「シネマ・アンジェリカ」（シブヤ・シネマ・ソサエティ）を皮切りに上映されるが、共同製作国フランスでは、パリで10月下旬から映画館10館、フランス全体でも60館の一般上映が決まっている。
河瀨は次の作品で長谷川京子を主演にしたラブコメディ『世界中が私を好きだったらいいのに（仮）』の監督を務めると明かした。しかし、諸般の事情により、コメディではない「七夜待」が製作された。

### カンヌ国際映画祭
第60回カンヌ国際映画祭のコンペティション部門に日本からノミネートされた唯一の作品で、同部門ノミネートは2003年の前作『沙羅双樹』に続いて2回目、10年前に『萌の朱雀』でカメラドール（新人監督賞）を獲得した河瀨の作品に期待が集まっていたところ、河瀨自身も記者会見で「カンヌが私を待っていてくれる、育ててくれている、と感じる」と述べつつ、「この作品にとても自信を持っている」と発言、映画祭の公式上映はフランス5月26日夜（日本時間27日未明）に行なわれ「5分間のスタンディングオベーション」があったと報道された。朝日新聞は「審査ではすごいバトルもあったらしい」と伝えたが、同月27日（日本時間28日未明）に行なわれた同映画祭の閉幕式でグランプリを授与された河瀨は「日本人が誇りにしたい思いを込めた。カンヌ映画祭で評価されたことで、日本が今、大切にしなければならないことを発信できた」と語った。
ニューヨーク・タイムズは同作の受賞を評し「大きな驚き」(the biggest surprise) と表現した。地元の奈良県知事・荒井正吾は、受賞の知らせを受け、「映画を通じて奈良の魅力を世界に紹介でき、県民の一人として誇りに思う」とコメントしている。

## スタッフ
- 監督/プロデュース/脚本：河瀨直美
- 製作総指揮：エンガメ・パナヒ
- 撮影：中野英世
- 美術：磯見俊裕
- 音楽：茂野雅道
- 照明：井村正美
- 録音：阿尾茂毅
- MA：アオイスタジオ
- 現像：IMAGICA
- 協力：NHKエンタープライズ

## キャスト
- しげき：うだしげき
- 真千子：尾野真千子
- 和歌子：渡辺真起子
- 真子：ますだかなこ
- 真千子の夫：斉藤陽一郎

## 註
1. ↑  Festival de Cannes: Mogari no Mori (La Forêt de Mogari) （フランス語。カンヌ国際映画祭公式サイト）
2. ↑  渡辺真起子ブログcommunication maniac: 「殯の森」（2006年7月14日）
3. ↑  『殯の森』公式サイト: 「はじめに」
4. ↑  電子版『朝日新聞』: 「『映画、それは人生に似ている』河瀬監督、独自の世界観」（2007年5月28日）
5. ↑  Yahoo!映画 - ニュース: 「河瀬直美監督がグランプリ！日本人17年ぶり快挙…カンヌ国際映画祭」（2007年5月29日）
6. ↑  電子版『スポーツ報知』 - 芸能: 「河瀬監督を寺島しのぶ夫が支援…カンヌ国際映画祭」（2007年5月19日）
7. ↑  電子版『毎日新聞』: 「カンヌ国際映画祭：『殯の森』グランプリ　河瀬直美監督『日本人として恥じぬ映画』」（2007年5月28日。東京夕刊に掲載）
8. ↑  性と生を考える会: 「ご飯もおいしい古書喫茶「ちちろ」をご紹介！」
9. ↑  『ぶらり奈良町』:
10. ↑  『組画&ならまち文庫新聞』2005年2月1日号（PDFファイル）
11. ↑  ならまち文庫 古書喫茶「ちちろ」
12. ↑  電子版『読売新聞』関西版: 「監督自らの介護体験テーマに、カンヌ出品『殯の森』」（2007年5月26日）
13. ↑  渡辺真起子ブログcommunication maniac: 「祝！クランクイン」（2006年7月24日）
14. ↑  ならまち文庫　古書喫茶「ちろろ」: 「河瀬直美の新作「殯の森」で主人公を熱演した　うだ しげき さん」（隔月発行　奈良・京都南部エリア情報誌・『喜楽』  Vol.7　巻頭特集「演じる」）
15. ↑  電子版『産経新聞』奈良版: 「河瀬監督カンヌ受賞　関係者『奈良への最大の貢献』」（2007年5月29日）
16. ↑  電子版『朝日新聞』奈良版: 「快挙／河瀬監督　カンヌ準最高賞」（2007年5月29日）
17. ↑  電子版『産経新聞』産経関西: 「住民ら偉業称え感謝　カンヌ映画祭グランプリ」（2007年5月28日）
18. ↑  電子版『毎日新聞』: 「カンヌ映画祭：伝統的な自然観背景に死生観…G受賞作」（2007年5月28日）
19. ↑  電子版『朝日新聞』: 「カンヌ出品作「殯の森」　河瀬監督、節目の挑戦」（2007年5月24日）
20. ↑  電子版『読売新聞』大町小町: 「カンヌ国際映画祭グランプリ受賞　河瀬直美さん」（2007年5月29日）
21. ↑  電子版『東京新聞』: 「『殯の森』　カンヌでグランプリの河瀬直美監督　称賛の声　“映画作家”の地位確立」（2007年5月29日）
22. ↑  シネマ・アンジェリカ公式サイト:
23. ↑  電子版『スポーツ報知』 - 芸能: 「河瀬監督胸張った…コンペ部門でトリ飾った」（2007年5月27日）
24. ↑  電子版『サンスポ』: 「河瀬監督、次回はハセキョーで“ひと味”違うラブコメディー」（2007年5月24日）
25. ↑  電子版『西日本新聞』: 「『作品に自信』と河瀬監督　カンヌ上映で記者会見」（2007年5月26日）
26. ↑  電子版『スポーツ報知』 - 芸能: 「河瀬監督が大感激　観客総立ち拍手…カンヌ国際映画祭」（2007年5月28日）
27. ↑  Mainichi Daily News: Japanese film "Mogari no Mori" wins Grand Prix at Cannes Film Festival  (May 31, 2007)
28. ↑  電子版『朝日新聞』: 「『映画、それは人生に似ている』河瀬監督、独自の世界観」（2007年5月28日）
29. ↑  電子版『読売新聞』関西版: 「カンヌ映画祭、河瀬監督グランプリ…奈良拠点に活動」（2007年5月28日）
30. ↑  The New York Times - Movies: In Cannes, a Romanian Takes Home the Fronds（現地時間2007年5月28日。by Manohla Dargis and A. O. Scott）
31. ↑  電子版『朝日新聞』関西版: 「快挙／河瀬監督　カンヌ準最高賞」（2007年5月29日）